# Onthophagus dubernardi
Onthophagus dubernardi là một loài bọ cánh cứng trong họ Bọ hung (Scarabaeidae).